# Sepsy Károly
Sepsy Károly; Sepsi (Szatmár, 1822 – Szatmár, 1853. december 31.) magyar színész és színigazgató. 

## Pályafutása

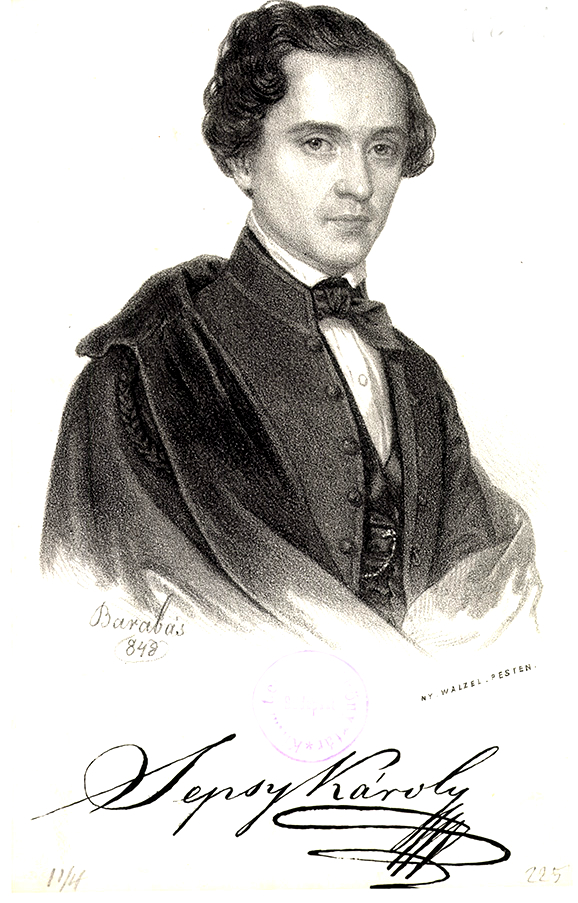
Barabás Miklós (1810-1898): Sepsy Károly

16 éves korában hagyta el a szülői házat és 1838-ban Máramarosszigeten színésznek állott be. Azon időtől fogva folytonos vándoréletet élt, Magyarország és Erdély összes városában, ahol magyar színi előadások tartattak, megfordult és szerepelt mint színész, később színigazgató is volt. A hagyomány szerint ő avatta színésszé Petőfi Sándort: a költő nála lépett először színpadra 1841. július 10. táján Ozorán, Tolna megyében, ahol a társulata hat tagból állott. 1845-ben Itáliában is járt; ezután rendezettebb társulattal bírt. Mint irodalmi műveltségű ember ritka becsületességéről volt híres. Szerepköre színlapadatok hiányában nem meghatározható. Életének önkezével vetett véget.
1847-ben több értékes cikke jelent meg a pesti lapokban. A Pesti Divatlap 1847., 37-ik számában Levelek a vidéki színészet köréből c. alatt cikkezik, tíz körzetből álló kerületi rendszert vázolt fel; 1848. június 3-án (a 25. számban) Fegyverre, vidéki színészek! címen lelkes hangon szól a színészekhez, hogy álljanak be honvédeknek és megemlíti, hogy ő is hozott áldozatot, feloszlatta társulatát és ezzel 700 forintnyi előlege is elúszott. Társulatának 12 férfi tagja fel is csapott honvédnek. 1848. június 13-án mint vendég fellépett a Nemzeti Színházban, Szigligeti Ede: Rózsa c. vígjátékában, Bábel szerepében, ekkor ezt a kritikát kapta: "Csinos külseje, tiszta orgánuma, színpadi otthonossága, előadási ügyessége kellemesen hatott reánk." (Nemzetőr, 1848. június 18. A Pesti Divatlap melléklete, 767. oldalon.) Életéből jegyzetet készített és azt Egy színész emléklapjai c. alatt adta ki, 1848-ban, Debrecenben. 
Neje segédszínésznő volt. Gyergyószentmiklóson szereplés közben meggyulladt a krinolinruhája a szűk színpadon égő gyertyalángtól, ekkor súlyosan megsebesült és rövidesen rá elhunyt, 1859 december havában. 
Cikkei a Kiskövetben (Kolozsvár 1846. Hit, remény, szeretet); a Pesti Divatlapban (1847. Visszatekintés vándorpályámra, Levelek a vidéki színészet köréből); a Nemzetőrben (1848. Toborzó. Fegyverre vidéki színészek!); a Pesti Röpivekben (1850. 7., 9. sz. Levelek Szatmárból); a Hölgyfutárban (1850. 140-142. sz. Kastély és kunyhó, II. 51-54. Két hölgy, beszélyek, 1852. 9-11., 21., 26., 35., 37., 45. sz. Szatmári levelek és nyilatkozatok.)

## Munkái
- Egy színész emléklapjai. Debreczen, 1848. (Sepsy Károly munkái I. kötet. Első rész: Emléklapok. Két óra Kisfaludy Sándornál. Úti emléklapok Fiuméból. Úti emléklapok Olaszországból, Velencze és Paduából. Második rész: Novellák. Harmadik rész: Ördög és angyal színmű két szakaszban, Poa Eugenia novellája után. Elődták Székelyudvarhelyen, 1846. szeptember 26.)
- Nász és sir. Dráma 4 szakaszban, Nagy-Károly, 1850. (Előadták a debreceni színházban.)